# System polityczny
System polityczny – ogół organów państwowych, partii politycznych oraz organizacji i grup społecznych (formalnych i nieformalnych), uczestniczących w działaniach politycznych w ramach danego państwa oraz ogół norm regulujących wzajemne stosunki między nimi.
Określenie pojawiło się w literaturze w 1953 roku, w utworze Davida Eastona pod tym samym tytułem, zastępując używany do tej pory „system rządów”. Wcześniej występuje w piśmiennictwie polskim XIX wieku.

## Główne elementy systemu politycznego
- Społeczność, której byt jest współzależny, składająca się z grup o interesach zbieżnych i sprzecznych,
- Organizacje artykułujące i reprezentujące interesy tych grup poprzez zdobywanie i sprawowanie władzy państwowej bądź wywieranie na nią wpływu,
- Instytucje władzy państwowej, posiadające pozycję monopolistyczną w uzgadnianiu interesów zarówno sposobami perswazji, jak przymusu i przemocy,
- Formalne i zwyczajowe normy regulujące wzajemne relacje i funkcjonowanie wszystkich części składowych systemu,
- Ideologie i strategie polityczne, stanowiące oprogramowanie ukierunkowujące działalność systemów państwowych i partyjnych,
- Instytucje i organizacje międzynarodowe do których są afiliowane państwa i partie polityczne, których rola wzrasta w warunkach integracji kontynentalnych i globalizacji.

## Typologia ujęć teoretycznych
W politologii najczęściej podaje się trzy rodzaje systemów politycznych:

### Koncepcja systemowo-funkcjonalna
W tym ujęciu żadna część układu politycznego nie może istnieć bez innej, łączą je funkcjonalne zależności. Życie polityczne to system powiązanych czynności.
System polityczny jest częścią systemu społecznego obejmującego całe społeczeństwo, obejmuje trzy elementy:
- wspólnotę polityczną
- reżim polityczny
- instytucje polityczne.

Najważniejsze składniki działania politycznego to:
- wejście (input) – czyli żądanie wysunięte ze strony społeczności w stronę rządzących. Jest to wykładnia oczekiwań społecznych.
- proces wewnątrz systemowego przetwarzania (conversion) – pozyskanie poparcia dla żądania oraz następnie proces przetwarzania go w decyzję.
- wyjście (output) – ujawnienie decyzji
- sprzężenie zwrotne – przechodzi przez otoczenie- element porozumiewania się
- otoczenie – otoczenie wewnętrzne to społeczeństwo tworzy system polityczny. Otoczenie zewnętrzne to systemy międzynarodowe

Przedstawicielami tego nurtu są: David Easton, Gabriel Almond, Bingham G. Powell i Karl W. Deutsch.

### Koncepcja strukturalno-instytucjonalna
W tym rozumieniu system polityczny jest równorzędnym z ekonomicznym i kulturowym, podsystemem społecznym, wyodrębnionym z działalności grup społecznych. Oprócz podmiotów związanych stricte z działaniem politycznym, w ujęciu strukturalno-instytucjonalnym mieszczą się również organizacje pozarządowe.
Na podsystem ten składają się:
- struktura polityczna
- normy polityczne i prawne
- stosunki polityczne
- świadomość polityczna
- kultura polityczna

### Koncepcja instytucjonalno-normatywna
Ten model charakteryzuje się uwypukleniem znaczenia instytucji i norm politycznych, które mają decydujące znaczenie w relacji władzy i społeczeństwa. Wyróżnia się trzy elementy systemu politycznego w takim rozumieniu:
- idee i wartości polityczne
- organizacje i instytucje polityczne wywierające wpływ i uczestniczące w życiu politycznym kraju
- normy regulujące i organizujące wcielanie w życie idei politycznych oraz normujące struktury i funkcjonowanie instytucji politycznych.

## Charakterystyka typowych systemów politycznych na świecie
Typologia systemów politycznych według K. Wojtaszczyka:
Liberalny system polityczny:
- konkurencyjny system partyjny
- instytucjonalne zagwarantowanie praw
- silne społeczeństwo obywatelskie
- wolne wybory poddane społecznej kontroli
- bazowanie na demokracji większościowej lub konsensualnej

Postkomunistyczny system polityczny:
- wyznaczone na przełomie lat 80 XX w. i 90 XX w. trzy cele transformacji:
  - demokracja parlamentarna
  - gospodarka rynkowa
  - suwerenność narodowa
- różne tempo realizacji wytyczonych celów
- wzrastająca rola partii politycznych
- wysokie koszty społeczne transformacji
- zjawisko korupcji na szeroką skalę

Wschodnioazjatycki system polityczny:
- wzrost i budowa dobrobytu
- aprobata dla liderów silnego rządu
- szacunek dla państwa

Islamski system polityczny
- stosunki polityczne są zgodne z zasadami religijnymi islamu, bazują na nauce Mahometa
- występowanie odmian fundamentalistycznych islamu, np. z tendencjami absolutystycznymi (Arabia Saudyjska), lub też rewolucyjnego populizmu (Iran za rządów Chomeiniego do 1989 r.);

Reżim wojskowy;
- podporządkowanie wszystkich czynników kształtujących system polityczny władzom wojskowym;
- występowanie różnej formy reżimu wojskowego, np. klasyczna wojskowa junta, czy też spersonalizowana dyktatura wojskowa wspierana przez armię z charyzmatycznym przywódcą

## Modele ustrojowe w państwach demokratycznych
Ze względu na charakter systemu politycznego wyróżnia się modele:
- demokratyczne
- anokratyczne
- autorytarne
- totalitarne

Ze względu na strukturę i organizację instytucji, wyróżnia się:
- system parlamentarny (prezydent powoływany jest przez parlament. Przezeń powoływany jest także rząd. Parlament odgrywa więc w takim państwie rolę dominującą. Głowa państwa nie ponosi odpowiedzialności politycznej ze względu na jej niewysoką rangę. Jest jedynie odpowiedzialna konstytucyjnie, np. za zdradę)
  - system parlamentarno-gabinetowy
  - system gabinetowo-parlamentarny
  - system parlamentarno-komitetowy (np. Szwajcaria – bez wyraźnie zarysowanego podziału władz. Dużą rolę odgrywa natomiast demokracja bezpośrednia)
  - system kanclerski
- system prezydencki (np. Stany Zjednoczone Ameryki – prezydent łączy w sobie funkcję głowy państwa i szefa rządu. Kieruje on całą władzą wykonawczą, wytycza politykę zagraniczną, wybiera rząd)
- systemy mieszane, m.in.:
  - system semiprezydencki (głowa państwa ma prawo rozwiązać parlament, ponadto pochodzi ona z wyborów powszechnych. Taki system można zaobserwować np. we Francji)
  - system supersemiprezydencki (np. Rosja i inne republiki postradzieckie) – odmiana systemu prezydenckiego, w którym istnieje wprawdzie urząd premiera, jednak jego kompetencje są znacznie ograniczone na rzecz prezydenta

Ze względu na strukturę terytorialno-organizacyjną, wyróżnia się:
- państwa unitarne
- państwa złożone